# エトムント・フッサール
- フッサール
- フッセル

エトムント・グスタフ・アルブレヒト・フッサール（Edmund Gustav Albrecht Husserl　ドイツ語: [ˈʔɛtmʊnt ˈhʊsɐl]、1859年4月8日 - 1938年4月27日）は、オーストリアの哲学者、数学者である。
ファーストネームの「エトムント」は「エドムント」との表記もあり、またラストネームの「フッサール」は古く「フッセル」または「フッセルル」との表記も用いられた。

## 概要
ウィーン大学で約2年間フランツ・ブレンターノに師事し、ドイツのハレ大学、ゲッティンゲン大学、フライブルク大学で教鞭をとる。
初めは数学基礎論の研究者であったが、ブレンターノの影響を受け、哲学の側からの諸学問の基礎付けへと関心を移し、全く新しい対象へのアプローチの方法として「現象学」を提唱するに至る。
現象学は20世紀哲学の新たな流れとなり、マルティン・ハイデッガー、ジャン＝ポール・サルトル、モーリス・メルロー＝ポンティらの後継者を生み出して現象学運動となり、学問のみならず政治や芸術にまで影響を与えた。

## 生涯
1859年オーストリア帝国（現チェコ共和国）のプロスニッツ（モラビア）にユダヤ系織物商の子として生まれる。
1876年オルミュッツのギムナジウム（高等中学校）を卒業。
ライプツィヒ大学で三学期間数学・物理学・天文学・哲学を学ぶ。
1878年春からベルリン大学のカール・ワイエルシュトラス、レオポルト・クロネッカーのもとで数学の研究を続ける。
1881年ウィーン大学へ移る。
1883年「変分法」に関する数学論文で学位を取得。
ベルリンへ戻り、ワイエルシュトラスの助手となる。
一年間の兵役を務める。
1884年冬から二年間（四学期間）ブレンターノに師事し、強い影響を受けて専攻を哲学に変える。

### ハレ大学時代（1886年 - 1901年）
1886年ルーテル教会に改宗。ブレンターノの推薦で心理学者のカール・シュトゥンプがいるハレ大学へ行く。
1887年教授資格論文「数の概念について―心理学的分析―」により教授資格を取得。この論文が、のちに出版される『算術の哲学』のもとになる。
1891年『算術の哲学―論理学的かつ心理学的研究―』第1巻。
ゴットロープ・フレーゲ、パウル・ナトルプから心理学主義を批判される（フッサール自身もこの批判を受け入れ、心理学主義的な考えを捨てたため第二巻の出版は断念され未完）。
1900年『論理学研究』第1巻「純粋論理学序説」。
『算術の哲学』から一転して心理学主義に徹底した批判を加える（1913年の第2版でも大きな改訂はない）。
1901年『論理学研究』第2巻「現象学と認識論のための諸研究」。
ナトルプやヴィルヘルム・ディルタイから好評を博し、当時ミュンヘン大学にいた若手心理学者たちがこれを読んでフッサールのもとへ走り、「ミュンヘン現象学派」を形成する。
6つの研究からなるこの第2巻は2部に分けられており、第1部（第1～第5研究）は1913年に、第2部（第6研究）は1921年にそれぞれ第2版が出るが、この増補改訂の中でフッサール自身の現象学についての考え方が大きく変化しているため（1913年は『イデーン』I出版の年でもある）、フッサールを理解するための難点の一つとなっている。

### ゲッティンゲン大学時代（1901年 - 1915年）
1901年助教授としてゲッティンゲン大学へ招かれる。後を追ってきたミュンヘン現象学派の面々も加え、新たに「ゲッティンゲン現象学派」が形成される。
1904年冬学期に『内的時間意識の現象学』講義（1928年参照）。
1905年夏、弟子たちを連れてアルプス山中インスブルック近郊のゼーフェルトへ行き、研究会を開く。ここで書かれた原稿は「ゼーフェルト草稿」と呼ばれ、『フッサリアーナ』（フッサールの全集）第10巻に収録されている。
1906年正教授に昇進。
1907年夏学期に『現象学の理念』講義（死後『フッサリアーナ』第2巻として刊行される）。ここで「現象学的還元」の思想が明確に打ち出される。
1911年哲学雑誌『ロゴス』の創刊号に『厳密な学問としての哲学』を発表。
1913年現象学派の研究機関誌『哲学および現象学的研究年報』（以下『年報』）を創刊。1930年までに全11巻が刊行される。
この創刊号に『純粋現象学および現象学的哲学のための諸考案』Iを発表。現象学の確立を世に知らしめる。

### フライブルク大学時代（1916年 - 1928年）
1916年ハインリヒ・リッケルトの後任としてフライブルク大学哲学科の正教授となる。
『イデーン』II、IIIのための草稿や、『第一哲学』『現象学的心理学』『受動的綜合』などを執筆するが、いずれも刊行されるのは死後のこととなる（『イデーン』II、III草稿はIの公刊時にはすでに執筆を終えていながらその後も推敲を重ね続けていたともいわれる。現在は『フッサリアーナ』第4、5巻に収録）。
1919年ハイデッガーが助手となる。
1927年ハイデッガーの『存在と時間』を読み、自分の後継者とも目していたハイデッガーの考え方に自分との相違を感じ始める。
大英百科事典の依頼を受けて新項目「現象学」を執筆することになり、協力者として（また、共同作業を通じて見解の相違を埋めるため）ハイデッガーを指名するが、結果として完全に相容れないものが明らかになり、一人で仕上げることとなる（この新項目のための原稿は「ブリタニカ草稿」と呼ばれている）。
1928年1905年冬学期の講義『内的時間意識の現象学』がハイデッガーによって手稿から編集され、『年報』第9巻に発表される（フッサールとハイデッガーはすでに決裂していたが、関係修復の望みがまだフッサールの側に残っていた前年に依頼したものである）。
この年をもってフライブルク大学を定年で退官。後任には、決裂してもなおフッサールの強く推薦したハイデッガーが就任する。
この年、ドイツに留学してきた田辺元を通して、西田幾多郎が『自覚に於ける直観と反省』で展開した思想の概略を聞くことができた。フッサールは数学者のエルンスト・ツェルメロと一緒に田辺の解説に耳を傾け、熱心に議論したのだという。

### 退官後、ナチスの台頭
1929年弟子たちの手で70歳記念論文集として『年報』別巻が出版される。自身も『年報』第10巻に『形式論理学と超越論的論理学』を発表。これに関連した手稿が死後（1938年）に『経験と判断』として編集、出版される。
ソルボンヌ大学へ招かれてデカルト講堂で「超越論的現象学入門」と題した講演を行う。
1930年『年報』第11巻（終刊号）に「『イデーン』へのあとがき」を発表。
1931年ソルボンヌ講演を敷衍し、後期の代表作となる『デカルト的省察』として出版。
1933年ヒトラー政権成立。このころにはすでに国際的な名声も高まり、欧米各国ではアカデミー名誉会員に推されたりもしていたが、ドイツ国内ではユダヤ人であったため活動を極度に制限される（教授資格剥奪、大学構内への立入禁止、国内での全著作発禁、海外の国際哲学会議への参加不許可など）。このためフッサールはほとんど毎日を書斎の中で過ごし、1日10時間を執筆に充てていた。しかもフッサールは速記を学んでいたので、1938年に亡くなるまでに残された未発表草稿は45000ページにも及んだ。
1935年5月、ウィーン講演「ヨーロッパ人類の危機における哲学」。
11月、プラハ講演「ヨーロッパ諸学の危機と心理学」。
1936年1935年の2講演をもとに『ヨーロッパ諸学の危機と超越論的現象学』第1・2部を完成させ、政府の目を潜り抜けるためベオグラードの雑誌『フィロソフィア』に発表（第3部は死後刊行）。
1938年4月27日、歿。
45000ページに及ぶ草稿はベルギーの神父ファン・ブレダの手によってナチスの検問を逃れ、「フッサール文庫」としてルーヴァンに保管されている。

## 思想

### 概要
フッサールの目標は、「事象そのものへ」(Zu den Sachen selbst!) という研究格率に端的に表明されている。つまり、いかなる前提や先入観、形而上学的独断にも囚われずに、現象そのものを把握して記述する方法を求めたのである。そして、その過程で、フッサールの「現象学」の概念も修正されていった。下記においては、フッサールを活動時期によって1.前期 2.中期 3.後期の3つに分け、各々の時期に考案された主要な概念を取り上げて叙述する。

### 現象学

#### 前期（記述的心理学としての現象学）
前期を代表する著書は、『論理学研究』である。フッサールが著作活動を始めた19世紀のヨーロッパは、後に「科学の世紀」「歴史の世紀」と呼ばれる時代であった。ガリレオ・ガリレイによって物理学の基礎付けに数学が導入されて以降、自然科学は飛躍的に発展した。その一方で、哲学は、「大哲学」の地位を追われて、新○○派といった様々な哲学的立場が乱立して、それぞれの世界像が対立していた。そのため、諸学の学問的基礎付けを求めて、さまざまな研究が進められていた。
そのような時代背景の下で、特に数学・論理学の領域で、心理学主義・生物学主義的な、心理的現象から諸学を基礎付けようとする「発達心理学」が席巻していた。心理学主義とは、あらゆる対象の基礎を心理的な過程に基づけようとする試みである。
数学の研究者から出発したフッサールの関心も、当初は心理学から数学を基礎付けようとするものであった。『算術の哲学―論理学的かつ心理学的研究―』は、そのような立場から書かれた著書である。しかし、そこでは心理学という「一つの理論」が前提とされており、そのような方法では、現象そのものを直接把握することができないとフッサールは考えた。
そこで、フッサールは、フランツ・ブレンターノの「志向性」(de:Intentionalität) の概念を継承し、現象によって与えられる心的体験を直感的明証的に把握し、あらゆる前提を取り払った諸学の学問的な基礎付けを求めた。
ブレンターノは、物理的原因から心理現象が発生することを理論的に説明する「発達的心理学」を批判して、心理現象が対象への「志向性」を持つ点で、物理現象と区別されるとして「記述心理学」の立場を明らかにした。そして、その上で「意識」が必ず対象を指し示すことを「志向的内在」と呼んだ。言い換えると、「意識」とは、例外なく「何かについての」意識であることを意味する。そこでは、デカルト的な心身二元論のように、「意識」がまず存在し、その後で対象が確認されるのではなく、「意識」と「対象」が常に相関関係にあるとされる。
ブレンターノの記述的心理学においては、志向対象とその「内容」が区別されていなかった。しかし、フッサールは、意識から生まれ出る「内容」に関して対象をとらえた。たとえば、「丸い四角」という概念は、対象としては存在しない。しかし、それが内容として矛盾しているという意味は存在する。矛盾や背理法といった論理学の概念や法則は、いつでも、だれでも、どこでも、普遍的に共通するというイデア的な意味を有している。真の学は、普遍的な本質認識を求めるものであるが、単なる事実研究からは、偶然的な認識しか得られない。したがって、論理学の諸概念や諸法則のイデア的な意味をすべて取り出すためには、前提となりうるすべての理論を取り払った「直感」によって把握するしか方法がなく、その直感も完全に展開された明証的なものでなければならない。そのような方法によって記述される論理学は、「純粋論理学」である。純粋論理学が成立するためには、それが認識論によって基礎付けられていなければならない。そして、そのためには、現象学的な分析が必要であり、事あるごとに常に「事象そのものへ」へ立ち返り、繰り返し再生可能な直感との照合を繰り返すことによって、イデア的意味の不動の同一性を確保するために、不断に努力しなければならないとし、そのために記述的心理学には「現象学」が必要であるとしたのである。

#### 中期（超越論的現象学）
フッサールの中期を代表する著書は、『イデーン』である。フッサールは、『論理学』において現象学を記述心理学と位置づけて、あらゆる前提を取り払った純粋記述として、自我の心理作用を記述しようとした。しかし、それでもなお、意識を自我の心理作用として解釈する心理学的な「一つの解釈」を前提にしており、心理学主義との批判を受ける余地があった。そこで、フッサールは、そのような解釈も含めて、すべての解釈を遮断する方法として「現象学的還元」が、また現象学的還元を方法とすることによって得られる個々の純粋現象の本質構造を明らかにする方法として「本質直感」が必要となるとするに至った。

##### 現象学的還元（超越論的還元及び形相的還元）
日常的に、私たちは、自分の存在や世界の存在を疑ったりはしない。なぜなら、私たちは、自分が「存在する」ことを知っているし、私の周りの世界もそこに存在していることを知っているからである。フッサールは、この自然的態度を以下の3点から特徴づけ批判する。
1. 認識の対象の意味と存在を自明的としていること
2. 世界の存在の不断の確信と世界関心の枠組みを、暗黙の前提としていること
3. 世界関心への没入による、意識の本来的機能の自己忘却

このような態度の下では、人間は自らを「世界の中のひとつの存在者」として認識するにとどまり、世界と存在者自体の意味や起源を問題とすることができない。このような問題を扱うために、フッサールは、世界関心を抑制し、対象に関するすべての判断や理論を禁止する（このような態度をエポケーという）ことで、意識を純粋な理性機能として取り出す方法を提唱した。

##### ノエシス／ノエマ
このように現象学的還元によって得られた、自然的態度を一般定立されている世界内の心ではない意識を「純粋意識」という。
既に述べた通り、「意識」とは、例外なく「何かについての」意識であり、志向性を持つ。したがって、純粋意識の純粋体験によって得られる純粋現象も、志向的なものである。そして、このような志向的体験においては、意識の自我は、常に○○についての意識として、意識に与えられる感覚与件を何とかしてとらえようとする。フッサールは、ギリシア語で思考作用をさす「ノエシス」と、思考された対象をさす「ノエマ」という用語を用いて、意識の自我が感覚与件をとらえようとする動きを「ノエシス」、意識によって捉えられた限りの対象を「ノエマ」と呼んだ。

##### 本質直観
現象学的還元によって得られる純粋現象は、あらゆる学問的解釈のみならず、一般的な人間の日常的な自然的態度さえも遮断して得られるものである。しかし、それだけでは、個々の諸現象が得られるだけである。
真の学は、普遍的な本質認識を求めるものである。したがって、そのためには、純粋現象の本質構造を明らかにする方法が必要とされる。
フッサールは、既に『論理学研究』において、感覚的直感を超える直感があることを論じている。本質的直感とは、知覚された個別の対象をモデルとして、それを超えて諸対象に共通の普遍的な本質を取り出して、「原本的に与える」直感とされる。
現象学的還元によって得られた志向的諸体験のノエシス/ノエマ的類型的構造の本質を直感するところにより記述すると、現象学的還元によっていったんは遮断された自然的世界及びすべての理念的諸世界の対象を純粋意識が自分の中で「世界意味」として構成することになる。このような純粋意識は、すべてを超え出た「超越論的に純粋な意識」ないし「超越論的意識」と呼ばれ、以上のような反省を得た「超越論的現象学」は、デカルト以来の二元論の持つ問題、主観的な認識主体が自己を超え出た客観的世界をどのように認識し得るのかという難問を解決した上で、正しく認識論的に基礎づけることによってあらゆる諸学を基礎付けるものとなるのである。

#### 後期（発生的現象学）
後期思想の集大成とよぶべき著作が『ヨーロッパ諸学の危機と超越論的現象学』であり、『デカルト的省察』にその思想的転換が認められるとされる。そこでは、超越論的現象学によって明らかにされた個々の純粋意識の志向的体験を超えて、それに先立って存在する「先所与性」が存在し、それが発生する起源まで遡らなければ、世界構成を徹底的に明らかにすることはできないとされ、超越論的現象学の「静態的現象学」から「発生的現象学」への段階移行が説かれた。

##### 生活世界
『ヨーロッパ諸学の危機と超越論的現象学』において、フッサールは、普遍的な本質認識を求める真の学は、古代ギリシアにおいて、理性によって世界の全体を体系的に把握する普遍学として原創設されたとする。そこでは、学問以前に日常的に直感される「生活世界」（Lebenswelt）の基盤において、真の学が成立していた。ところが、ガリレオ・ガリレイによって物理学の基礎付けに数学が導入されて以降、自然は数式によって理念化されて「数学的・記号学的理念の衣」によって被われてしまった。その結果、生活世界は隠蔽されてしまったのであった。これが「ヨーロッパ諸学の危機」であるとする。そして、フッサールは、超越論的現象学によって「すべての客観的学問」をエポケーして生活世界を取り戻すことを主張したのである。

### 形而上学
フッサールは、近代科学と古い形而上学を厳しく批判して、生活世界を取り戻すことを主張した。そして、そのことによって近代科学を支える物理学的経験の基盤となる、感覚と理性を含む「生活世界の経験」が可能になると見た。これは、客観的存在に先立つだけでなく、これを可能にするものである。そのため、「超越論的経験」とも呼ばれる。これは、近代科学の客観性に先立つ限りで、主観的なものであるが、同時に基盤的なものである。そして、その最下層には、最も基礎的な「原事実」がある。この原事実は、世界・私・他者の存在であり、これらは絡み合って大きな歴史的存在を形作っている。これを研究・解明するのが、新しい形而上学であるとした。

#### 時間論
フッサールの時間論は、前期、中期、後期の三つに分けられるのが一般である。

## 著作
- 『算術の哲学―論理学的かつ心理学的研究―』
- 『論理学研究』　Logische Untersuchungen、1900年
- 『厳密な学としての哲学』Philosophie als strenge Wissenschaft、1911年
- 『現象学の理念』　Die Idee der Phänomenologie
- 『純粋現象学、及び現象学的哲学のための考案（イデーン）』

Ideen zu einer reinen Phänomenologie und phänomenologischen Philosophie、1913年
- 『内的時間意識の現象学』Vorlesungen zur Phänomenologie des inneren Zeitbewusstseins、1928年
- 『形式論理学と超越論的論理学』Formale und transzendentale Logik、1929年
- 『デカルト的省察』　Cartesianische Meditationen、1931年
- 『間主観性（ドイツ語版）の現象学』　Zur Phänomenologie des Intersubjektivität
- 『ヨーロッパ諸学の危機と超越論的現象学』

Die Krisis der europäischen Wissenschaften und die transzendentale Phänomenologie、1936年
- 『経験と判断』　Erfahrung und Urteil

### 主な日本語訳
- 『現象学の理念』 長谷川宏訳、作品社、1997年
- 『デカルト的省察』 浜渦辰二訳、岩波文庫、2001年
- 『デカルト的省察』 船橋弘訳、谷徹解説、中央公論新社〈中公クラシックス〉、2015年
- 『ヨーロッパ諸学の危機と超越論的現象学』 細谷恒夫・木田元訳、中公文庫、1995年
- 『ブリタニカ草稿』 谷徹訳、ちくま学芸文庫、2004年
- 『間主観性の現象学I その方法』 ちくま学芸文庫、2012年。各・浜渦辰二・山口一郎監訳
  - 『間主観性の現象学II その展開』 ちくま学芸文庫、2013年
  - 『間主観性の現象学III その行方』 ちくま学芸文庫、2015年
- 『内的時間意識の現象学』 谷徹訳、ちくま学芸文庫、2016年
- 『フッサール・セレクション』 立松弘孝編訳、平凡社ライブラリー、2009年
- 『現象学の理念』 立松弘孝訳、みすず書房、新装版2000年
- 『内的時間意識の現象学』 立松弘孝訳、みすず書房、新装版2000年
- 『形式論理学と超越論的論理学』 立松弘孝訳、みすず書房、新装版2017年
- 『論理学研究』 立松弘孝・松井良和ほか訳、みすず書房（全4冊）、新装版2015年
- 『イデーン　I・II・III』 渡邊二郎・立松弘孝ほか訳、みすず書房（全5冊）。I・IIは各2分冊
1979年「イデーン I-1」を刊行開始、2009年に「イデーン II-2」、2010年に「イデーン III」を刊行完結。
- 『能動的綜合　講義・超越論的論理学 1920-21年』 山口一郎・中山純一訳、知泉書館、2020年
- 『『改造』論文集成――革新の現象学と倫理学』 植村玄輝・鈴木崇志・八重樫徹・吉川孝訳、講談社学術文庫、2025年
- 『フッサール書簡集　1915‐1938』 桑野耕三・佐藤真理人訳、せりか書房、1982年
弟子でポーランドの芸術哲学者ローマン・インガルデン（1893-1970）宛の書簡集

## テレビ番組
- 『100分de名著』名著151「ヨーロッパ諸学の危機と超越論的現象学」フッサール（2025年7月、Eテレ、指南役：西研、朗読：眞島秀和）[4]

## 関連文献
- 西研 著、日本放送協会・NHK出版 編『フッサール『ヨーロッパ諸学の危機と超越論的現象学』』NHK出版〈NHK 100分de名著〉、2025年7月1日。ISBN 978-4-14-223177-5。（電子版あり）
- トーン・ホルステン（nl:Toon Horsten） 著、赤坂桃子 訳『フッサールの遺稿 ナチから現象学を守った神父』左右社、2023年1月。ISBN 978-4-86528-358-7。（電子版あり）